# Hazel Hotchkiss Wightman
Hazel Virginia Hotchkiss Wightman, CBE (de soltera Hotchkiss; 20 de diciembre de 1886 – 5 de diciembre de 1974) fue una tenista estadounidense y fundadora de la Copa Wightman, una competencia anual por equipos para mujeres británicas y estadounidenses. Dominó el tenis femenino estadounidense antes de la Primera Guerra Mundial y ganó 45 títulos estadounidenses durante su vida.

## Vida personal
Wightman nació como Hazel Virginia Hotchkiss en Healdsburg, California, hija de William Joseph y Emma Lucretia (Grove) Hotchkiss. En febrero de 1912, a la edad de 25 años, se casó con George William Wightman de Boston. Su suegro, George Henry Wightman, fue un líder en la industria del acero, asociado de Andrew Carnegie y uno de los pioneros más destacados del tenis amateur en el país.
Se convirtió en miembro de Kappa Kappa Gamma en la Universidad de California, Berkeley, y fue presidenta del capítulo.
Wightman fue madre de cinco hijos. Falleció en su casa en Chestnut Hill, Massachusetts, el 5 de diciembre de 1974, a los 87 años.
En 1973, la Reina Isabel II la nombró Comandante Honoraria de la Orden del Imperio Británico.

## Carrera
Wightman dominó el tenis femenino estadounidense antes de la Primera Guerra Mundial y tenía una reputación inigualable por su espíritu deportivo. Wightman ganó un total de 45 títulos estadounidenses a lo largo de su vida, el último a los 68 años. Ganó 16 títulos en total en los Campeonatos de EE. UU., cuatro de ellos en individuales (1909–11, 1919). Nueve de sus títulos en los Campeonatos de EE. UU. fueron de 1909 a 1911, cuando barrió las competencias de individuales, dobles femeninos y dobles mixtos durante tres años consecutivos.
Wightman es conocida como la "Reina Madre del Tenis Americano" o "Lady Tennis" por su participación de por vida en la promoción del tenis femenino y porque fue fundamental en la organización del Ladies International Tennis Challenge entre equipos femeninos británicos y estadounidenses, más conocida como la Copa Wightman. La copa se celebró por primera vez en 1923 y continuó hasta 1989. Jugó cinco años en el equipo estadounidense y fue la capitana del equipo estadounidense desde el inicio de la competencia hasta 1948. La copa estaba compuesta por cinco partidos de individuales y dos de dobles. La copa fue donada en 1923 por Wightman en honor a su esposo. El primer concurso en Forest Hills, Nueva York, los días 11 y 13 de agosto de 1923, fue ganado por Estados Unidos.

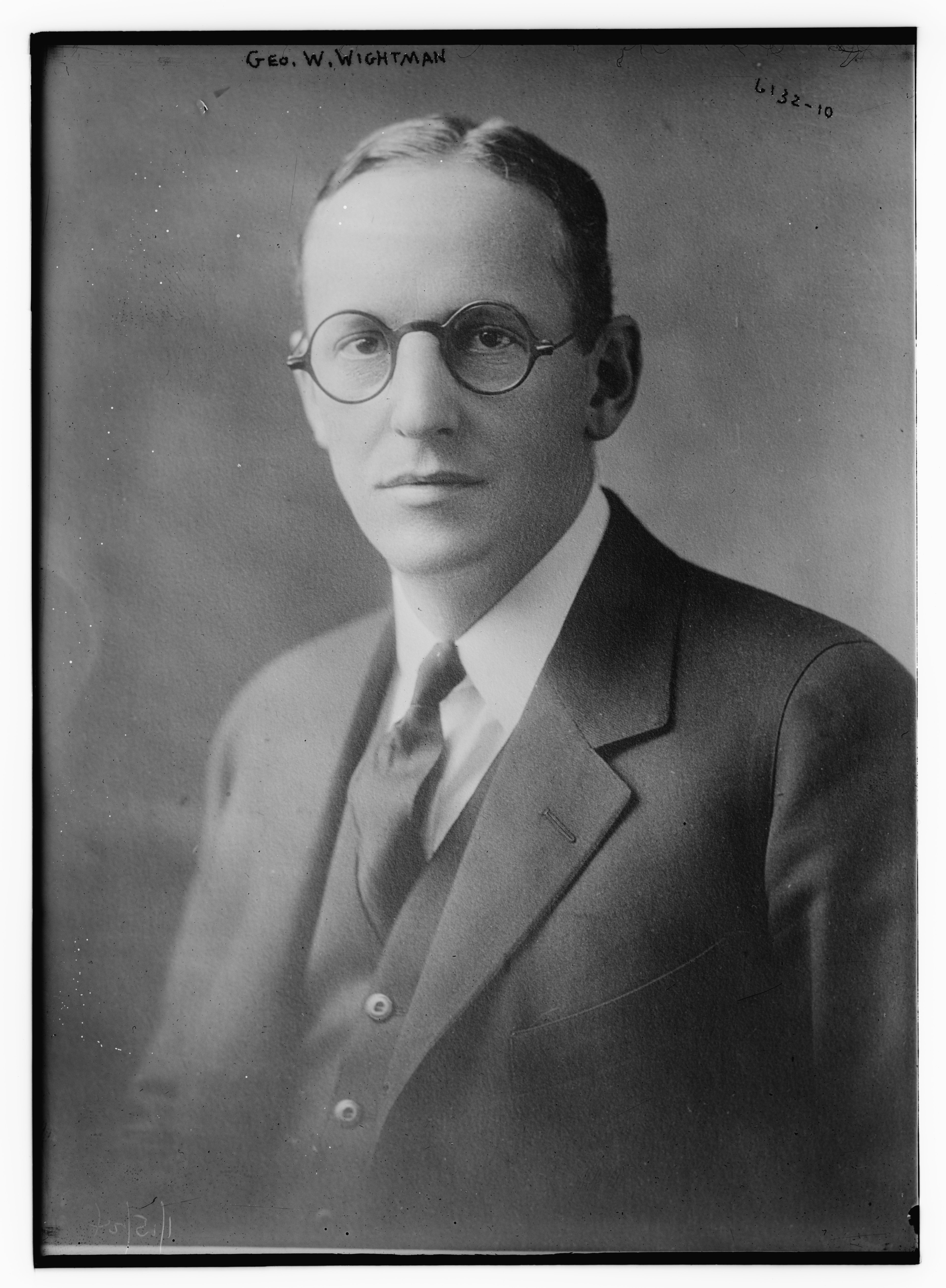
George W. Wightman

Nacida en los primeros días del tenis estadounidense, Wightman era una niña frágil y torpe. Su médico le recomendó que practicara un deporte para fortalecerse. Su hermano sugirió el tenis, ya que se consideraba un deporte "cortés". Wightman aprendió a jugar en las canchas cercanas de la Universidad de California, Berkeley, donde se graduó en 1911. Su rivalidad con la también californiana May Sutton dio forma a un nuevo juego femenino, con Wightman atacando la red para contrarrestar el dominante golpe de derecha de Sutton.
Wightman se dedicó a enseñar a los jóvenes, abriendo su casa cerca del Longwood Cricket Club de Boston a campeones aspirantes. En reconocimiento a las contribuciones de Wightman al tenis, el USTA Service Bowl fue donado en su honor. En 1973, Wightman fue nombrada Comandante Honoraria de la Orden del Imperio Británico.
- 17 títulos de Grand Slam (4 en individuales, 7 en dobles femeninos, 6 en dobles mixtos)
- Ganó los tres títulos en los Campeonatos de EE. UU.: 1909–1911
- Ganó el título de individuales en los Campeonatos de EE. UU.: 1909–1911, 1919
- Subcampeona en individuales en los Campeonatos de EE. UU.: 1915
- Ganó el título de dobles femeninos en los Campeonatos de EE. UU.: 1909–1911, 1915, 1924, 1928
- Subcampeona en dobles femeninos en los Campeonatos de EE. UU.: 1919, 1923
- Ganó el título de dobles mixtos en los Campeonatos de EE. UU.: 1909–1911, 1915, 1918, 1920
- Subcampeona en dobles mixtos en los Campeonatos de EE. UU.: 1926
- Ganó el título de dobles femeninos en Wimbledon: 1924
- Medallista de oro olímpica en dobles femeninos y dobles mixtos: 1924
- Ganó el título de individuales en los Campeonatos Nacionales Bajo Techo de EE. UU.: 1919, 1927
- Ganó el título de dobles femeninos en los Campeonatos Nacionales Bajo Techo de EE. UU.: 1919, 1921, 1924, 1927–1931, 1933, 1943.
- Subcampeona en dobles femeninos en los Campeonatos Nacionales Bajo Techo de EE. UU.: 1923, 1926, 1932, 1941, 1946.
- Ganó el título de dobles mixtos en los Campeonatos Nacionales Bajo Techo de EE. UU.: 1923, 1924, 1926–1928
- Ganó el título de dobles en los Campeonatos de EE. UU. sobre hierba (para mayores de 40 años): 1940–1942, 1944, 1946–1950, 1952, 1954.
- Miembro del equipo de la Copa Wightman de EE. UU.: 1923, 1924, 1927, 1929, 1931.
- Capitana del equipo de la Copa Wightman de EE. UU.: 1923, 1924, 1927, 1929, 1931, 1933, 1935, 1937–1939, 1946–1948.
- Ganadora del USTA Service Bowl, donado en honor a Wightman: 1940, 1946.
- Autora de "Better Tennis".
- Entrenó a varias campeonas femeninas, incluidas Sarah Palfrey Cooke, Helen Wills Moody y Helen Jacobs.
- Incluida en el Salón de la Fama del Tenis Internacional en 1957.
- Nombrada Comandante Honoraria de la Orden del Imperio Británico por la Reina Isabel II en 1973.
- Incluida en el Salón de la Fama del Deporte Femenino Internacional en 1986.
- Primera homenajeada en el Salón de la Fama de Atletas Femeninas de la Universidad de California.

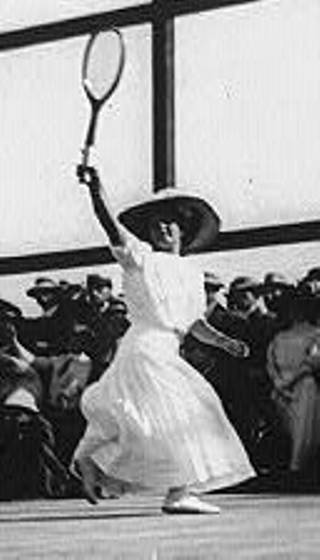
Hazel Hotchkiss

## Carrera en profundidad
A pesar de su estatura baja, Wightman anticipaba y se movía extremadamente bien en una pista de tenis. Perfeccionó su estilo de volea temprano, golpeando la pelota contra la casa familiar en Berkeley, California, donde creció y se graduó de la Universidad de California. Se negaba a dejar que la pelota botara porque el patio estaba muy desigual. Solía jugar contra sus cuatro hermanos y luego contra las orgullosas y astutas hermanas Sutton.
Wightman era una joven universitaria tímida, algo impresionada y fascinada de 22 años cuando llegó al Philadelphia Cricket Club en 1909 para los Abierto de Estados Unidos. Nunca antes había jugado en hierba, pero usó su estilo agresivo y sus voleas sólidas, siendo la primera mujer en confiar tanto en la volea, para ganar la final de todos los participantes sobre Louise Hammond 6–8, 6–1, 6–4 y luego el título sobre la de 39 años Maud Barger-Wallach 6–0, 6–1. Wightman también ganó los títulos de dobles femeninos y dobles mixtos ese año.
En los Campeonatos del Estado de Washington de 1910, Wightman ganó uno de los pocos "Partidos Dorados" registrados en los que el ganador no perdió un punto. Derrotó a una tal Miss Huiskamp (nombre desconocido).
Wightman defendió con éxito los tres títulos en los Campeonatos de EE. UU. en 1910 y 1911. Wightman derrotó fácilmente a Hammond en la final de individuales de 1910. May Sutton, una antigua rival de la Costa Oeste y campeona individual en los Campeonatos de EE. UU. en 1904, presionó fuerte a Wightman en la final de individuales de 1911 antes de que Wightman prevaleciera 8–10, 6–4, 9–7.
El regreso más notable en la carrera de Wightman fue en la final de individuales del Torneo Internacional de Tenis de Niagara de 1911 contra Sutton. Después de perder el primer set 0–6 y caer 1–5 en el segundo, ganó 12 juegos seguidos y el título 0–6, 7–5, 6–0.
En 1912, Wightman se casó con el bostoniano George W. Wightman y no defendió sus títulos de EE. UU. Sin embargo, respondiendo a un desafío de su padre para ganar después de convertirse en madre, lo que sería un hecho inédito en EE. UU., jugó nuevamente en 1915, perdiendo la final de individuales ante Molla Bjurstedt Mallory pero ganando los títulos de dobles femeninos y dobles mixtos. A los 32 años, ganó su cuarto título de individuales con la pérdida de solo un set, venciendo a Marion Zinderstein 6–1, 6–2 en la final. También llegó a la final de dobles femeninos. A partir de entonces, su éxito (títulos adultos de EE. UU. entre 1909 y 1943) se limitó a los dobles.
Wightman concibió un torneo por equipos para mujeres similar a la Copa Davis y ofreció un jarrón de plata como premio. En 1923, los británicos y estadounidenses tenían las mejores jugadoras. Entonces, Julian Myrick de la Asociación de Tenis de los Estados Unidos decidió que sería apropiada una competencia entre EE. UU. y Gran Bretaña para la Copa Wightman. El evento, con Wightman como capitana y jugadora de un lado estadounidense ganador, inauguró el nuevo estadio construido en Forest Hills, Nueva York. Una serie muy apreciada, duró hasta 1989, disolviéndose cuando el evento dejó de ser competitivo.
Wightman, dedicada al juego en todos los aspectos, instruyó generosamente a innumerables jugadores de forma gratuita a lo largo de su vida. También se asoció con dos de sus protegidas que luego se unieron a ella en el Salón de la Fama del Tenis Internacional para ganar títulos importantes: títulos de Wimbledon, EE. UU. y dobles olímpicos con Helen Wills Moody en 1924 y títulos de dobles femeninos en pista cubierta de EE. UU. con Sarah Palfrey Cooke de 1928 a 1931. Su segunda medalla de oro olímpica en 1924 fue en dobles mixtos con Dick Williams.
El último de los 34 títulos adultos registrados de Wightman en EE. UU. se registró en 1943 cuando, a los 56 años, junto con Pauline Betz Addie ganaron el título de dobles femeninos en los Campeonatos Nacionales Bajo Techo de EE. UU. sobre Lillian Lopaus y Judy Atterbury, 7–5, 6–1.
Wightman fue incluida en el top 10 de clasificaciones de fin de año emitidas por la Asociación de Tenis de los Estados Unidos en 1915, 1918 y 1919 y fue la mejor clasificada de EE. UU. en 1919 (las clasificaciones comenzaron en 1913).

## Finales de Grand Slam

### Individuales: 5 (4 títulos, 1 subcampeonato)
| Resultado | Año  | Campeonato                                 | Superficie | Contrincante           | Puntuación     | Ref.   |
| --------- | ---- | ------------------------------------------ | ---------- | ---------------------- | -------------- | ------ |
| Victoria  | 1909 | Campeonato nacional de Estados Unidos 1909 | Césped     | Maud Barger-Wallach    | 6–0, 6–1       | [ 12 ] |
| Victoria  | 1910 | Campeonato nacional de Estados Unidos 1910 | Césped     | Louise Hammond Raymond | 6–4, 6–2       | [ 12 ] |
| Victoria  | 1911 | Campeonato nacional de Estados Unidos 1911 | Césped     | Florence Sutton        | 8–10, 6–1, 9–7 |        |
| Derrota   | 1915 | Campeonato nacional de Estados Unidos 1915 | Césped     | Molla Bjurstedt        | 6–4, 2–6, 0–6  | [ 12 ] |
| Victoria  | 1919 | Campeonato nacional de Estados Unidos 1919 | Césped     | Marion Zinderstein     | 6–1, 6–2       | [ 12 ] |

### Dobles: 9 (7 títulos, 2 subcampeonatos)
| Resultado | Año  | Campeonato                                 | Superficie | Compañera      | Contrincantes                          | Puntuación    | Ref.   |
| --------- | ---- | ------------------------------------------ | ---------- | -------------- | -------------------------------------- | ------------- | ------ |
| Victoria  | 1909 | Campeonato nacional de Estados Unidos 1909 | Césped     | Edith Rotch    | Dorothy Green Lois Moyes               | 6–1, 6–1      | [ 13 ] |
| Victoria  | 1910 | Campeonato nacional de Estados Unidos 1910 | Césped     | Edith Rotch    | Adelaide Browning Edna Wildey          | 6–4, 6–4      | [ 13 ] |
| Victoria  | 1911 | Campeonato nacional de Estados Unidos 1911 | Césped     | Eleonora Sears | Dorothy Green Florence Sutton          | 6–4, 4–6, 6–2 | [ 13 ] |
| Victoria  | 1915 | Campeonato nacional de Estados Unidos 1915 | Césped     | Eleonora Sears | G. L. Chapman Helen Homans McLean      | 10–8, 6–2     | [ 13 ] |
| Derrota   | 1919 | Campeonato nacional de Estados Unidos 1919 | Césped     | Eleonora Sears | Eleanor Goss Marion Zinderstein        | 8–10, 7–9     | [ 13 ] |
| Derrota   | 1923 | Campeonato nacional de Estados Unidos 1923 | Grass      | Eleanor Goss   | Phyllis Howkins Covell Kitty McKane    | 6–2, 2–6, 1–6 | [ 13 ] |
| Victoria  | 1924 | Wimbledon                                  | Grass      | Helen Wills    | Phyllis Howkins Covell Kitty McKane    | 6–4, 6–4      | [ 14 ] |
| Victoria  | 1924 | Campeonato nacional de Estados Unidos 1924 | Grass      | Helen Wills    | Eleanor Goss Marion Zinderstein Jessup | 6–4, 6–3      | [ 13 ] |
| Victoria  | 1928 | Campeonato nacional de Estados Unidos 1928 | Grass      | Helen Wills    | Edith Cross Anna McCune Harper         | 6–2, 6–2      | [ 13 ] |

### Dobles mixtos: 8 (6 títulos, 2 subcampeonatos)
| Resultado | Año  | Campeonato                                 | Superficie | Compañero        | Contrincantes                         | Puntuación    | Ref.   |
| --------- | ---- | ------------------------------------------ | ---------- | ---------------- | ------------------------------------- | ------------- | ------ |
| Victoria  | 1909 | Campeonato nacional de Estados Unidos 1909 | Césped     | Wallace Johnson  | Louise Hammond Raymond Raymond Little | 6–2, 6–0      | [ 15 ] |
| Victoria  | 1910 | Campeonato nacional de Estados Unidos 1910 | Césped     | Joseph Carpenter | Edna Wildey Herbert M. Tilden         | 6–2, 6–2      | [ 15 ] |
| Victoria  | 1911 | Campeonato nacional de Estados Unidos 1911 | Césped     | Wallace Johnson  | Edna Wildey Herbert M. Tilden         | 6–4, 6–4      | [ 15 ] |
| Victoria  | 1915 | Campeonato nacional de Estados Unidos 1915 | Césped     | Harry Johnson    | Molla Bjurstedt Irving Wright         | 6–0, 6–1      | [ 15 ] |
| Victoria  | 1918 | Campeonato nacional de Estados Unidos 1918 | Césped     | Irving Wright    | Molla Bjurstedt Fred Alexander        | 6–2, 6–3      | [ 15 ] |
| Victoria  | 1920 | Campeonato nacional de Estados Unidos 1920 | Césped     | Wallace Johnson  | Molla Bjurstedt Mallory Craig Biddle  | 6–4, 6–3      | [ 15 ] |
| Derrota   | 1926 | Campeonato nacional de Estados Unidos 1926 | Césped     | René Lacoste     | Elizabeth Ryan Jean Borotra           | 4–6, 5–7      | [ 15 ] |
| Derrota   | 1927 | Campeonato nacional de Estados Unidos 1927 | Césped     | René Lacoste     | Eileen Bennett Henri Cochet           | 2–6, 6–0, 3–6 |        |

## Cronología de torneos individuales de Grand Slam
| G | F | SF | CF | #R | RR | Q# | DNQ | A | NH |

(G) ganador; (F) finalista; (SF) semifinalista; (CF) cuartofinalista; (#R) rondas 4, 3, 2, 1; (RR) round-robin; (Q#) ronda de clasificación; (NC) no calificó; (A) ausente; (NS) no sostenido; (PA) porcentaje de acertamiento (eventos ganados / competido); (V–D) récord de victorias y derrotas.
| Torneo                    | 1909  | 1910  | 1911  | 1912 – 1914 | 1915  | 1916 – 1918 | 1919  | 1920  | 1921  | 1922  | 1923  | 1924  | 1925  | 1926  | 1927  | 1928  | Total |
| ------------------------- | ----- | ----- | ----- | ----------- | ----- | ----------- | ----- | ----- | ----- | ----- | ----- | ----- | ----- | ----- | ----- | ----- | ----- |
| Campeonato Australiano    | NH    | NH    | NH    | NH          | NH    | NH          | NH    | NH    | NH    | A     | A     | A     | A     | A     | A     | A     | 0 / 0 |
| Torneo de Roland Garros   | R     | R     | R     | A           | NH    | NH          | NH    | A     | A     | A     | A     | NH    | A     | A     | A     | A     | 0 / 0 |
| Wimbledon                 | A     | A     | A     | A           | NH    | NH          | A     | A     | A     | A     | A     | 3R    | A     | A     | A     | A     | 0 / 1 |
| Abierto de Estados Unidos | G     | G     | G     | A           | F     | A           | G     | A     | A     | A     | A     | A     | A     | 3R    | 1R    | QF    | 4 / 8 |
| SR                        | 1 / 1 | 1 / 1 | 1 / 1 | 0 / 0       | 0 / 1 | 0 / 0       | 1 / 1 | 0 / 0 | 0 / 0 | 0 / 0 | 0 / 0 | 0 / 1 | 0 / 0 | 0 / 1 | 0 / 1 | 0 / 1 | 4 / 9 |

- R = torneo restringido a ciudadanos franceses.

* Hasta 1923, el Campeonato de Francia estaba abierto solo a ciudadanos franceses. Los Campeonatos Mundiales de Tierra Batida (WHCC), en realidad jugados en arcilla en París o Bruselas, comenzaron en 1912 y estaban abiertos a todas las nacionalidades. Los resultados de ese torneo se muestran aquí desde 1912 hasta 1914 y desde 1920 hasta 1923. Los Juegos Olímpicos reemplazaron al WHCC en 1924.